# 미우치아 프라다

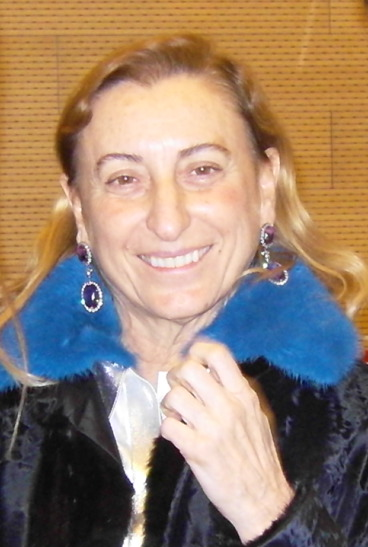

미우치아 프라다(Miuccia Prada Bianchi, 1949년 5월 10일~)은 이탈리아의 패션 디자이너이며 기업가이다. 그녀는 정치과학 박사학위도 갖고 있다.
밀라노에서 프라다 창업주인 마리오 프라다의 막내 손녀딸이었으며 Forbes.com's The World's Richest People 2001에 따르면 그녀와 그녀의 남편 파트리치오 베르텔리는 명품 체인 프라다를 1978년 인수받아 여러 디자이너들의 소호 샵과 구두 제작 메이커이던 Church & Co.를 인수했다. 프라다는 개인적으로 현대미술품과 젊은 영국 작가들의 작품을 소장하는 취미가 있다. 2002년 그녀는 현대미술전시관인 Fondazione Prada를 개관하면서 다양한 작품을 전시하고 있다. 2010년 터너상 수상자를 발표한 것도 그녀였다.
1949년 5월 10일 태어났으며 테아트로 피코에서 5년 동안 마임을 공연하고 공부했다. 밀라노에서 1970년대에는 여성의 권리를 위한 운동을 벌였으며 공산당원이었던 것으로 알려져 있다. 1978년 가족 사업을 물려 받기 위해 명품 가죽 가방 생산 공정에 대한 경영 과정을 비롯한 승계 과정을 밟았다. 그 시기에 지금의 남편을 사업 파트너로 만났다. 미우치아는 1993년 미국 국제패션디자이너위원회의 공로상을 수상하는 영예를 앉았다. 이듬해 뉴욕과 런던 패션 위크에 동시 출품하면서 밀라노 패션 위크를 성공적으로 안착시키는 산증인이 되기도 한다. 그녀의 남편 베르넬리는 여전히 회사에서 핵심 인물이며 프라다의 경영과 홍보 방식에 참여한다. 디자인 기획실은 국제적인 대기업의 형태로 성장해 펜디나 헬멋 랭, 질 샌더 등의 다양한 상품을 명품의 반열에 올려놓았다. 그녀가 승계하면서 프라다 사는 가죽재품과 신발, 향수, 의류 사업으로 진출해 남여 모두를 대상으로 공격적인 활보를 보이고 있다. 65개국에 250개의 매장이 있다.